# Slavica Đukić-Dejanović
Slavica Đukić-Dejanović (Rača, Kragujevac, 4. srpnja 1951.) je srbijanska političarka, trenutačno ministrica bez portfelja u Vladi Srbije, bivša predsjednica Narodne skupštine Republike Srbije (od 25. lipnja 2008. do 31. svibnja 2012. godine, kao zastupnica Socijalističke partije Srbije) i bivša ministrica zdravlja u Vladi Srbije.

## Životopis
Po zanimanju je doktorica medicine − psihijatrica, a po zvanju sveučilišna profesorica. Završila Medicinski fakultet u Beogradu. Bila je na dužnosti direktora Kliničko-bolničkog centra u Kragujevcu.

## Politička karijera
Bila je član Saveza komunista Jugoslavije. U SPS-u je od osnutka, 1990. godine. Obnašala je visoke funkcije u stranci. Nakon što je SPS došao na vlast, u savezu s Demokratskom strankom, Đukić-Dejanović bila je na dužnosti predsjednice parlamenta od 25. lipnja 2008. do 31. svibnja 2012. godine.
Od 5. travnja 2012., nakon ostavke Borisa Tadića, bila je obnašateljicom dužnosti predsjednice Republike Srbije.
27. srpnja iste godine, izabrana je za ministra zdravstva u novoj Vladi Srbije na čelu s Ivicom Dačićem, liderom SPS-a.